# Cystéine dioxygénase
La cystéine dioxygénase est une oxydoréductase qui catalyse la réaction :
L-cystéine + O2  {\displaystyle \rightleftharpoons }  3-sulfino-L-alanine.
La 3-sulfinoalanine, encore appelée acide cystéine-sulfinique, se trouve à un carrefour du catabolisme de la cystéine, pouvant conduire alternativement à la taurine ou au sulfate. La voie de la taurine conduit préalablement à l'hypotaurine, qui est par la suite oxydée en taurine. La voie du sulfate conduit préalablement au 3-sulfinopyruvate, qui se décompose en pyruvate et sulfite.